# 磁鐵

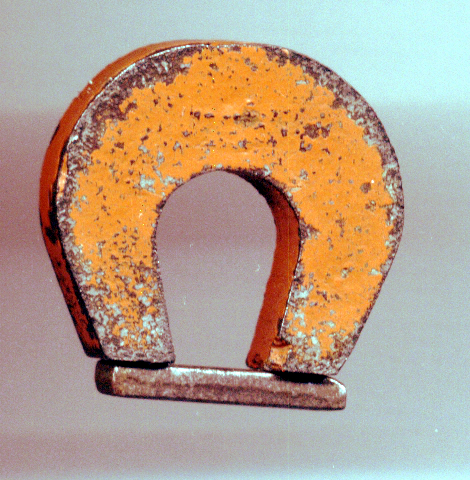
由鋁鎳鈷永磁合金製成的馬蹄鐵形磁鐵。這形狀試圖拉近兩個磁極之間的距離，藉以產生能夠吸引沉重鐵磁體的強烈磁場。

磁鐵或稱磁石，是可以吸引鐵並於其外產生磁場的物體。狭义的磁铁指磁铁矿石的制品，广义的磁铁指的是用途为产生磁场的物体或装置。磁铁作為磁偶極子，能夠吸引鐵磁性物質，例如铁、镍及钴等金属。磁極的判定是以細線懸掛一磁鐵，指向北方的磁極稱為指北極或N極，指向南方的磁極為指南極或S極。（如果將地球想成一大磁鐵，則目前地球的地磁北極是S極，地磁南極則是N極。）磁鐵異极则相吸，同极则排斥。即指南极與指北极相吸，指南极與指南极相斥，指北极與指北极相斥。
磁鐵分作永久磁鐵與非永久磁鐵。天然的永久磁鐵又稱為天然磁石，永久磁鐵也可以由人工製造（最強的磁鐵是釹磁鐵）。非永久性磁鐵只有在某些條件下會有磁性，通常是以電磁鐵的形式產生，也就是利用電流來強化其磁場。
未磁化的磁石內部磁分子（分子磁鐵學說）是無規則排列的，經過磁化的過程後，磁分子會有規則的排列。此時，磁分子的N極和S極會朝向相同方向使磁石具有磁性而成為磁鐵。同時，同一磁鐵上存在相反兩極且兩極之磁量相等。

## 磁鐵製備歷史
古代人們是從天然磁石中認識磁性，天然磁石一般是在自然界被磁化的鐵礦石，會吸引鐵的物品。希臘文的磁鐵意思是「來自馬格尼西亞（Magnesia）的石頭」，懸吊著的天然磁石就是最早的指南针。已知最早記載磁鐵及其性質的文獻是在二千五百年前，來自希臘、印度及中國的文獻。古羅馬作家老普林尼在《博物志》就已記載天然磁石及其可以吸收鐵的特性。中國文獻對天然磁石吸引鐵以製備磁鐵的描述於《管子》、《呂氏春秋》及《淮南子》中提及，被稱為「慈石」。
約在西元前12至13世紀，中國、歐洲及其他地區的人已經用指南针來導航。

## 有關磁和磁鐵的背景知識

### 磁場

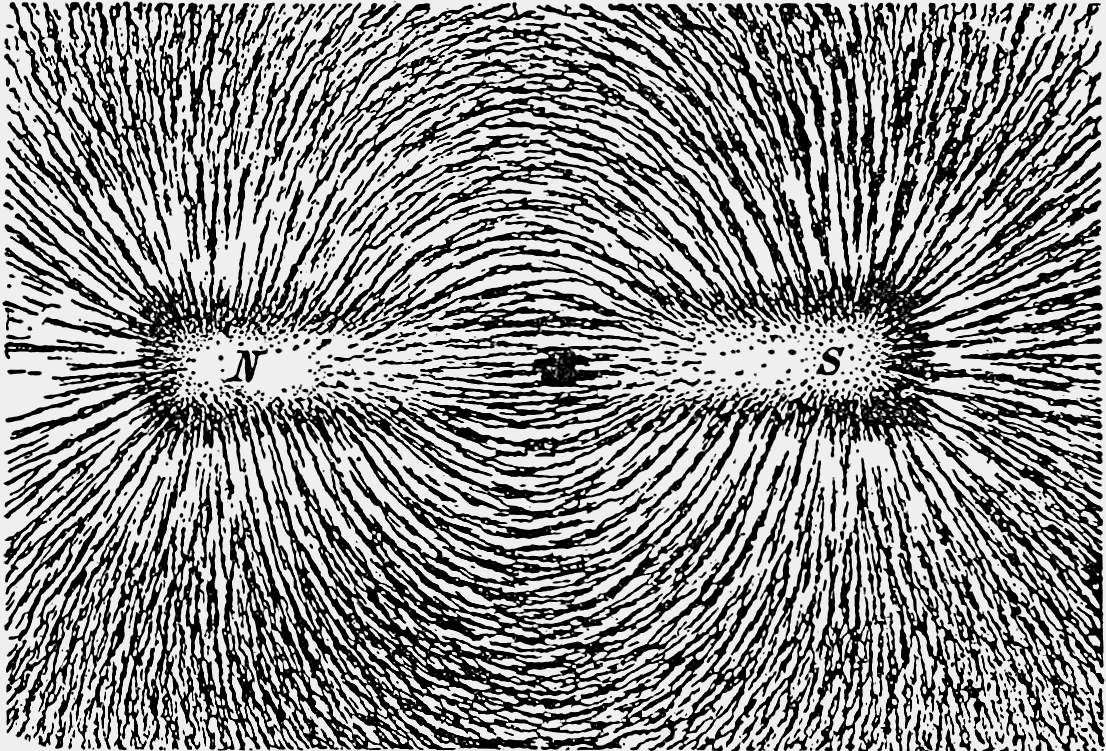
鐵粉會沿著棒狀磁鐵產生的磁力線排列

磁感應強度（也稱為B場，符號為B）為一向量場。空間中一點的B場由以下二個性質決定：
1. 方向：延著指南針的指北極指向的方向。
2. 大小（也稱為強度）：是和指南針受到B場影響的程度成正比。

在國際單位制中，B場的單位是特斯拉，簡稱T。

### 磁矩
磁鐵的磁矩是一個可以描述磁鐵整體磁特性的向量。磁鐵的磁矩方向是從磁鐵的指南極指向指北極，大小和磁鐵強度和長度成正比，國際標準制的磁矩單位為A·m2。磁矩中包含有磁偶極矩、磁四極矩……等，其中最常使用的是磁偶極矩，符號為μ。
磁鐵在產生磁場的同時，也會受到外部磁場的影響。磁鐵外一特定點的磁場強度和磁鐵磁矩的大小成正比。而且當磁鐵放在一個由其他線圈或磁鐵產生的外部磁場中時，磁鐵會受到一個試圖將其磁矩對正磁場的轉矩，轉矩大小和外部磁場及磁鐵磁矩的乘積成正比。在一外加磁場中的磁鐵也可能會受力往特定方向移動，若磁場不隨空間而變化，磁鐵所受的淨力為零。
一平面載流圓形迴圈若其面積是A，上面的電流為I，可以視為一個磁鐵，其磁偶極矩 μ為IA。

### 磁化強度
一磁性材料特定位置的磁化強度是單位體積下的磁矩，符號為M，單位為A/公尺。一磁鐵在不同區域下，可能磁化的強度及方向有所不同，因此磁化強度為一個向量場。好的棒狀磁鐵可以在一立方公分的體積內有量值0.1 A·m2的磁矩，因此平均磁化強度為100,000 A/m。鐵的磁化強度大約可以到106 A/m，因此利用鐵可以有效率的產生磁場。

### 磁鐵的模型

利用安培的磁鐵模型，所計算棒狀磁鐵的磁場

有兩種不同的磁鐵模型：磁極模型及原子電流模型（安培模型）。
磁極模型就是用指南極及指北極的磁極來描述磁鐵，若將磁鐵從中間折斷，試圖將指南極及指北極分開，結果會出現二個小磁鐵，仍各自有其指南極及指北極。不過專業的磁學家用一種磁極模型來設計永久磁鐵。在此磁極模型中，磁極中磁化強度的散度∇·M和其磁化強度垂直表面的分量M·n視為磁單極子的分佈（此說法只是為了數學運算上的方便，不意味著磁鐵中真的存在磁單極子）。若已經知道磁極的分布，則利用磁極模型可以計算磁場強度（H場），在磁鐵外部的磁感應強度（B場）會和H場成正比，但在磁鐵內部需考慮磁化強度M的影響。在此磁極模型的一個衍生版本中，可以用內部的磁荷來說明鐵磁性材料的磁化（ferromagnetism）。
另一個模型是安培模型，認為磁鐵的磁性是因為材料原子中的束縛電流所造成，此電流也稱為安培電流。對於均勻磁化的圓棒型磁鐵而言，原子中束縛電流的整體效應就是使磁鐵整體來看好像有一電流在其表面流動，流動方向和圓棒型磁鐵的軸垂直。材料中原子的束縛電流的效應會被相鄰原子的電流抵消，只有表面的原子不會被抵消，因此整體效應可視為只在表面有電流。電流的方向則利用右手定則來決定。

### 磁性物質
在電磁鐵問世之前，磁鐵是指在沒有外加磁場及電場的情形下可以持續性產生磁場的物體。只有特定的材料只有此特性，不過大部份的材料在外加磁場中，都會因外加磁場而產生一個磁場，依材料的不同，所生成的磁場會使物體被外磁場吸引或排斥。可分為以下幾種：
- 鐵磁性及亞鐵磁性材料是一般認定的磁性材料，會被磁鐵的任何一極吸引，且可以感受到其吸引力。也只有這類的物質可以在外加磁場消失後時仍維持其磁化的特性，因此可以作為磁鐵使用。像是冰箱磁鐵（英语：refrigerator magnet）的磁性就是因為這類材料所產生。亞鐵磁性材料包括鐵氧體及最早的天然磁鐵磁鐵礦及天然磁石（英语：lodestone），其磁性和鐵磁性材料類似，但磁力略弱。兩者磁力的差異是因為其微觀結構所造成。
- 順磁性材料，像鉑、鋁和氧等物質，會微弱的被磁鐵的任何一極吸引，但其吸引力只有铁磁性材料的幾十萬分之一，所以只能用精密儀器來量測。鐵磁流體是指懸浮許多奈米數量級大小的的鐵磁體粉末，因為無法被磁化．有時也視為是順磁性材料。
- 反磁性材料，像碳、銅、水和塑膠等物質會被磁鐵的任何一極排斥，其排斥力非常微弱。大部份的物質都是反磁性的，其磁導率略小於真空磁导率，若使用一般磁鐵，其排斥力非常小。但若使用強力的超導磁鐵，像鉛塊甚至老鼠都可以因為磁悬浮而浮在空中[17]。超導體也會受磁場的排斥，是強烈的反磁性材料。

物質的磁性除上述幾種外，還有像自旋玻璃、反鐵磁性、超順磁性等。

## 永久磁鐵
永磁体可分為以下的幾個種類：
- 鐵氧體：以氧化鐵為其主要成份的陶瓷材料。

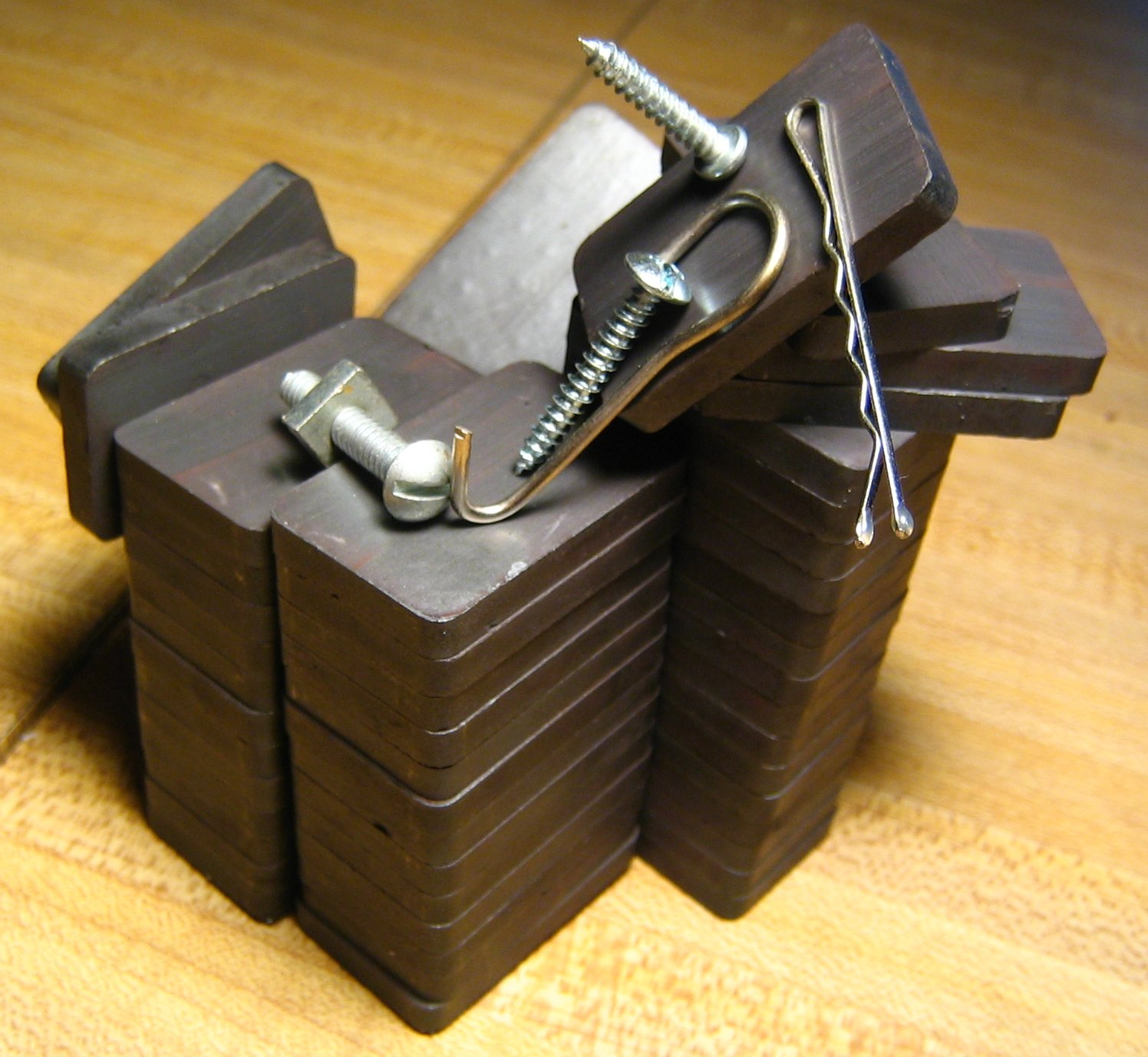
許多的鐵氧體磁鐵

- 鋁鎳鈷合金：添加了鋁（Al）、鎳（Ni）、鈷（Co）元素的鐵合金。
- 稀土磁鐵：由稀土元素合金所組成的強力永久磁鐵，其中最常見的有釹磁鐵（也稱做釹鐵硼磁鐵）及釤鈷磁鐵。

### 鋁鎳鈷合金
鋁鎳鈷合金（Alnico）是一種鐵合金，除了鐵以外，還添加了鋁、鎳、鈷以及少量其他增强磁性能的成分。鋁鎳鈷合金具有高矯頑性（coercivity），是很適合為永久磁鐵的材料。鋁鎳鈷合金堅硬易脆，無法冷加工（cold work），必需用铸造或者烧结（Sintering）處理製成。
舉一個中間性質的各向異性铸造鋁鎳鈷合金例子，Alnico-6的成分為8%鋁、16%鎳、24%鈷、3%銅（Cu）、1%鈦（Ti），其它都是鐵（Fe）。Alnico-6的最大磁能積（BHmax）為3.9 百萬高斯-奧斯特（megagauss-oersted），矯頑性為780奧斯特，居里溫度為860°C，最高工作溫度為525°C。
於1931年，日本材料專家三岛德七發現了一種特定成分的鋁鎳鈷合金（58%鐵，30%鎳，12%鋁），其矯頑性極高，是那時期最好的磁性鋼的兩倍。

### 釤鈷磁鐵
釤鈷磁鐵是一種稀土磁鐵，是由釤、鈷和其它金屬稀土材料經配比製成的一種磁鐵。於1970年發展成功，釤鈷磁鐵是現今磁性第二強烈的磁鐵，具有較高的最大磁能積（BHmax），較高矯頑性，易碎，易裂。釤鈷磁鐵的最大磁能積的範圍從 9 MGOe到 31 MGOe。釤鈷磁鐵有兩種組成比，分別為(釤原子：鈷原子)1:5和2:17。例如，2:17合金的最大磁能積為26 MGOe，矯頑性為9750 oersted ，居里溫度為825°C，最高工作溫度為350°C。

### 釹鐵硼磁鐵

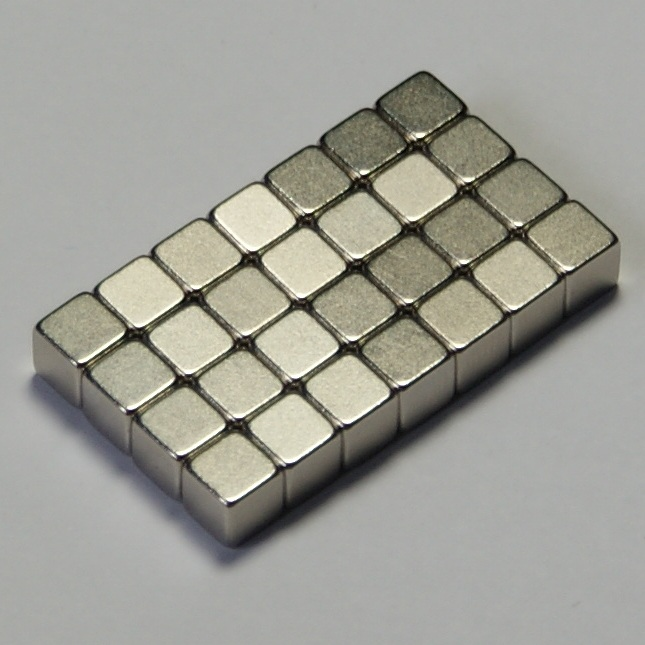
經過鎳電鍍後的釹鐵硼磁鐵立方體。

釹鐵硼磁鐵是由釹、鐵、硼（Nd2Fe14B）形成的四方晶系晶體。於1982年，住友特殊金屬的佐川眞人發現釹磁鐵。這磁鐵的磁能積（BHmax）大於釤鈷磁鐵，是全世界那時磁能積最大的物質。後來，住友特殊金屬發展成功粉末冶金法（powder metallurgy process），通用汽車公司發展成功旋噴熔煉，能夠製備釹鐵硼磁鐵。這磁鐵是現今磁性最強的永久磁鐵，也是最常使用的稀土磁鐵，被廣泛地應用於電子產品，例如硬碟、手機、耳機以及用電池供電的工具等等。
为了避免腐蚀的损害，使用时需要在该永磁材料表面做保护处理，例如用金、镍、锌、锡进行电镀，以及表面喷涂环氧树脂等。

## 永久液态磁体
永久液态磁体指的是能形成各种形状，能被操纵移动的磁性液滴。磁性液滴的形状能从球形变到圆柱体到薄饼形，甚至是海胆的形状。马萨诸塞大学阿姆赫斯特分校教授托马斯·保罗·罗塞尔（Thomas Russell）的团队用三维打印液态做实验，原本是打算创造出一种固态材料，结果却创造出了磁性的液体，它由水、油和铁氧化物构成，用磁线圈磁化。在移除磁线圈后，液滴仍然能保持磁性。当它靠近磁场，氧化铁粒子全都以相同的方向排列。

## 電磁鐵
最簡單的電磁鐵就是繞一圈或數圈的導線線圈，稱為螺線管。當螺線管上有電流時會產生磁場，磁場集中在螺線管附近，特別是其內部，其磁場分布和磁鐵造成的磁場相當類似，而磁鐵的方向可以依照右手定則決定。電磁鐵產生的磁場和磁矩和螺線管圈數、截面積及其上面流過的電流乘積成正比。
若導線線圈繞在一般材料時，產生的磁場很小，但線圈繞在軟鐵磁性材料（例如鐵釘）時，其磁場可以增加到原來的數百至數千倍。
電磁鐵可以用在馬達、粒子加速器、核磁共振影像儀器中。有些應用需要較複雜的磁極，例如粒子束的強聚焦就需要磁四極子或六極磁鐵等設備。

## 電永磁
電永磁是一種可由電力控制的磁鐵。它只需在充磁或退磁時需要電力，然後不需電力即可保持磁力。

## 磁鐵的磁化和退磁
鐵磁性材料可以用以下的方式磁化：
- 將材料加熱到居里溫度以上，在有外加磁場的條件下冷卻，並在冷卻過程中錘打材料。這是最有效的磁化方式，也類似工業中製造永久磁鐵的方式。
- 將材料置放在外加磁場中，當磁場移除後，鐵磁性材料仍會有磁場，稱為殘磁。若在有外加磁場時振動材料，效果會更好。
- 若將一磁鐵反覆的由材料的一端移動到其另一端，也可以幫助其磁化。

已磁化的鐵磁性材料則可以用以下方式退磁：
- 加熱到居里溫度以上，分子運動會破壞材料的磁域，可以消除所有的磁性。
- 將材料放在一反覆變化的磁場中，而其H場的強度超過材料的矯頑力，然後再慢慢的將材料移出磁場，或慢慢的將磁場強度降到零。這是去磁器對設備及信用卡去磁，以及陰極射線管中去磁線圈的原理。
- 若磁鐵放在磁場強度大於矯頑力的反向磁場中，磁鐵可能會部份退磁，不過也有可能被反向磁鐵所磁化。
- 錘打或是撞擊：力學上的擾動會打亂其磁域，也會減少其部份磁性。

## 對人體的影響
靜磁場對於人體組織的影響不太大，很少有主流科學研究的證據顯示曝露在靜磁場下對安全的影響。但已有研究認為電磁輻射（高頻的電磁場）和發生癌症的比率有相關性。
若人體組織中有鐵磁性的異物，外加磁場可能會有重大的安全風險。
另一種和磁場有關的安全風險是心律調節器。若病人體內有心律調節器，必須遠離有強磁場的環境。這也是有安裝心律調節器的病人不能進行核磁共振掃描的主要原因。
偶爾會有小孩吞下小磁鐵，若吞下超過一顆以上磁鐵，磁鐵相吸時可能擠壓組織造成內出血或穿孔，已有一個因這類原因死亡的案例。

## 一般用途
对于磁带和其他的磁媒介存储设备像硬盘也是有非常重要的影响作用。在这些材料中，很显然一个磁极代表一个比特（bit），如北极代表1而南极代表0。然而，更换该存储器从一个到另一个，此迟滞作用要求了解已存信息，因为所需的场强在每种情况下都会不同。为了解决该问题，记录系统首先使用带偏移程序过速驱动整个系统到一个已知状态。模拟电磁记录同样适用这种技术。不同材料要求不同的偏移量，这就是为什么在大多数卡式录音带前端都有一个选择装置（写保护）。

## 外部連結
- Answers to several questions from curious kids about magnets （页面存档备份，存于）
- Magnetic units are discussed here
- Kids Konnect - Magnets （页面存档备份，存于）